# Der Fußgänger
Der Fußgänger ist ein deutsch-schweizerischer Film von Maximilian Schell aus dem Jahr 1973.

## Inhalt
Eine große Boulevardzeitung recherchiert zum Leben des Großindustriellen und Landtagsmitglieds Heinz Alfred Giese. Dieser hatte erst vor kurzer Zeit einen Autounfall verursacht, bei dem sein Sohn Andreas ums Leben kam. Ein Verfahren wegen fahrlässiger Tötung wurde zwar eingestellt, da Andreas dem Vater während der Fahrt das Lenkrad herumgerissen hatte und so den Unfall verursachte, jedoch wird Giese der Führerschein entzogen und er zum Verkehrsunterricht verurteilt. Die Boulevardzeitung wittert einen Skandal und beginnt in Gieses Vergangenheit nach belastendem Material zu suchen.
Nach einem Besuch im Museum für Naturkunde mit seinem Enkel geht Giese, der nun auf einen Chauffeur angewiesen ist oder als Fußgänger unterwegs sein muss, zu seiner Geliebten und anschließend zum Unterricht. Er wird dabei heimlich von den Mitarbeitern der Zeitung verfolgt, die jeden seiner Schritte fotografieren. Auch vor seinem Haus warten sie und dringen sogar in Gieses Abwesenheit bei ihm zu Hause ein, fotografieren die Räume und stehlen ein Bild aus seiner Jugend. Dieses wird benötigt, da die Zeitung vermutet, dass Giese während des Zweiten Weltkriegs in Griechenland an der Liquidierung eines Dorfs beteiligt gewesen ist. Auf Fotos der Zeit sind die beteiligten Soldaten jedoch nur schwer zu erkennen, so dass auch eine Augenzeugin der Ereignisse Giese nicht auf den belastenden Fotos erkennen kann. Es stellen sich für die Reporter zwei Fragen: Hat Giese in Griechenland den Befehl zur Liquidierung des Dorfes gegeben und hat er persönlich Menschen erschossen? Besonders von Bedeutung ist dabei die Erschießung eines kleinen Jungen, der der Sohn der Zeugin war. Weitere Zeugenbefragungen ergeben nur, dass Giese bei der Ermordung der Dorfbevölkerung anwesend war. Der Zeitung reicht dies zu einem Artikel mit der Überschrift „Großindustrieller an Massaker beteiligt?“.
Am nächsten Tag kommt es zu Krawallen vor der Firma Gieses, bei denen auch Giese selbst als „Mörder“ angegriffen wird. Einer erfolgreichen Unterlassungsklage wegen Verleumdung folgt eine Fernsehdiskussion, in der Giese von der Zeitung für sein Schweigen angegriffen wird, das allein ihn bereits habe schuldig werden lassen. Zudem versucht die Zeitung, den Tod Andreas’ aus einem möglichen Streit des Vaters mit dem Sohn wegen Gieses Vergangenheit herzuleiten. Zurück zu Hause, erfolgt eine Aussprache Gieses mit seinem Sohn Hubert, einem Späthippie. Der fordert, das Vergangene zu vergessen – er will nicht als Sohn eines „bösen Deutschen“ gelten.

## Produktion
Die Dreharbeiten für Der Fußgänger begannen am 15. Januar 1973 und endeten am 10. Juni 1973. Drehorte waren unter anderem Berlin, München, Witten und Jaffa. Der Kinostart des Films war am 6. September 1973.
In Gastrollen sind Peggy Ashcroft, Elisabeth Bergner, Lil Dagover, Käthe Haack, Johanna Hofer und Françoise Rosay zu sehen. Im Film ist mehrfach Beethovens Symphonie Nr. 7, gespielt von den Berliner Philharmonikern unter der Leitung von Herbert von Karajan, zu hören.

## Kritik
Das Lexikon des internationalen Films schrieb, dass „die künstlerische Potenz des Films vor allem bei der differenzierten Aufbereitung der Probleme [überzeugt], doch wirkt ihre Zusammenfassung durch abschweifende, wenn auch reizvolle Details etwas skizzenhaft.“

## Auszeichnungen
Der Film erhielt insgesamt 49 nationale und internationale Preise, darunter:
- 1974: Golden Globe – Bester fremdsprachiger Film
- 1974: Deutscher Filmpreis – Bester Spielfilm
- 1974: Deutscher Filmpreis – Filmband in Gold für den besten Darsteller
- 1974: Deutscher Filmpreis – Wanderpreis Goldene Schale

Zudem war der Film bei der Oscarverleihung 1974 für den Oscar als Bester fremdsprachiger Film nominiert.